# Jakov Brjus (1732–1791)
Hrabě Jakov Brjus (rusky Я́ков Алекса́ндрович Брюс, Jakov Alexandrovič Brjus; 1732 – 30. listopadujul./ 11. prosince 1791greg. Petrohrad) byl ruský generál, jehož děd emigroval do Ruska ze Skotska. Jeho dědečkem byl generálporučík Roman Brjus a prasynovcem Jakov Brjus. Jeho otcem byl podplukovník hrabě Alexandr Brjus, jeho nevlastní matkou byla Jekatěrina Alexejevna Dolgorukovová. Jakov Brjus se oženil s Praskovjí Rumjancevovou, sestrou generála (a později polního maršála) Petra Rumjanceva. Praskovja byla dvorní dámou a přítelkyní Kateřiny Veliké. Tyto konexe velmi pomohly jeho kariéře. V roce 1774 se stal velitelem Finské divize.
U císařovny Kateřiny Veliké měl vliv a získal další funkce i po roce 1779, kdy byla jeho manželka kvůli milostnému poměru s císařovniným milencem vykázána od dvora. V letech 1784 až 1786 vykonával současně funkci generálního guvernéra Moskevské a Petrohradské gubernie a poté do roku 1791 pouze funkci generálního guvernéra Petrohradské gubernie. Zemřel téhož roku, bez mužských potomků, a s ním skončila linie ruských hrabat Brjusů. Jeho jediná dcera Kateřina zemřela bezdětná v roce 1829.